# Gravelines

Gravelines este o comună în departamentul Nord, Franța. În 1 ianuarie 2022 avea o populație de 11.451 de locuitori.

## Personalități născute aici
- Ben Bocquelet (n. 1980), regizor, producător franco-britanic.